# Pelion (Carolina del Sud)
Pelion és una població dels Estats Units a l'estat de Carolina del Sud. Segons el cens del 2000 tenia 553 habitants.

## Demografia
Segons el cens del 2000, Pelion tenia 553 habitants, 192 habitatges i 147 famílies. La densitat de població era de 61,7 habitants/km².
Dels 192 habitatges en un 42,2% hi vivien nens de menys de 18 anys, en un 66,1% hi vivien parelles casades, en un 7,8% dones solteres, i en un 23,4% no eren unitats familiars. En el 20,3% dels habitatges hi vivien persones soles el 9,4% de les quals corresponia a persones de 65 anys o més que vivien soles. El nombre mitjà de persones vivint en cada habitatge era de 2,69 i el nombre mitjà de persones que vivien en cada família era de 3,14.
Per edats la població es repartia de la següent manera: un 27,5% tenia menys de 18 anys, un 8,3% entre 18 i 24, un 28,8% entre 25 i 44, un 21,9% de 45 a 60 i un 13,6% 65 anys o més.
L'edat mediana era de 35 anys. Per cada 100 dones de 18 o més anys hi havia 81,4 homes.
Entorn del 6,1% de les famílies i el 12,1% de la població estaven per davall del llindar de pobresa.

## Poblacions més properes
El següent diagrama mostra les poblacions més properes.